# 마루야마히가시촌
마루야마히가시촌(円山東村)은 후쿠이현 요시다군에 있던 촌이다. 현재의 후쿠이시에 해당한다.

## 역사
- 1889년 4월 1일 - 정촌제 시행에 의해 요시다군 마루야마히가시촌이 성립하였다.
- 1951년 4월 1일 - 후쿠이시에 편입되었다.

## 참고문헌
- 角川日本地名大辞典 18 福井県